# العلاقات السودانية البيلاروسية
العلاقات السودانية البيلاروسية هي العلاقات الثنائية التي تجمع بين السودان وروسيا البيضاء.

## مقارنة بين البلدين
هذه مقارنة عامة ومرجعية للدولتين:
| وجه المقارنة                                              | السودان                     | روسيا البيضاء                    |
| --------------------------------------------------------- | --------------------------- | -------------------------------- |
| المساحة (كم2)                                             | 1.89 مليون                  | 207.60 ألف                       |
| عدد السكان (نسمة)                                         | 40.53 مليون                 | 9.50 مليون                       |
| الكثافة السكانية (ن./كم²)                                 | 21.44                       | 45.76                            |
| العاصمة                                                   | الخرطوم                     | مينسك                            |
| اللغة الرسمية                                             | اللغة العربية، لغة إنجليزية | اللغة البيلاروسية، اللغة الروسية |
| العملة                                                    | جنيه سوداني                 | روبل بلاروسي                     |
| الناتج المحلي الإجمالي (بليون دولار)                      | 117.49 مليار                | 54.44 مليار                      |
| الناتج المحلي الإجمالي (تعادل القوة الشرائية) بليون دولار | 176.55 مليار                | 168.35 مليار                     |
| الناتج المحلي الإجمالي الاسمي للفرد دولار أمريكي          | 2.41 ألف                    | 5.74 ألف                         |
| الناتج المحلي الإجمالي للفرد دولار أمريكي                 | 4.07 ألف                    | 18.18 ألف                        |
| مؤشر التنمية البشرية                                      | 0.479                       | 0.798                            |
| رمز المكالمات الدولي                                      | +249                        | +375                             |
| رمز الإنترنت                                              | سودان                       | .by، .бел                        |
| المنطقة الزمنية                                           | ت ع م+03:00، ت ع م+02:00    | ت ع م+03:00                      |

## منظمات دولية مشتركة
يشترك البلدان في عضوية مجموعة من المنظمات الدولية، منها:
| علم المنظمة | اسم المنظمة                               | تاريخ انضمام السودان | تاريخ انضمام روسيا البيضاء |
| ----------- | ----------------------------------------- | -------------------- | -------------------------- |
|             | الاتحاد البريدي العالمي                   | ?                    | ?                          |
|             | منظمة حظر الأسلحة الكيميائية              | ?                    | ?                          |
|             | الأمم المتحدة                             | 12 نوفمبر 1956       | 24 أكتوبر 1945             |
|             | وكالة ضمان الاستثمار متعدد الأطراف        | 7 نوفمبر 1991        | 3 ديسمبر 1992              |
|             | منظمة الشرطة الجنائية الدولية             | ?                    | ?                          |
|             | مؤسسة التمويل الدولية                     | 21 أكتوبر 1960       | 2 نوفمبر 1992              |
|             | الاتحاد الدولي للاتصالات                  | 23 أكتوبر 1957       | 7 مايو 1947                |
|             | البنك الدولي للإنشاء والتعمير             | 5 سبتمبر 1957        | 10 يوليو 1992              |
|             | المركز الدولي لتسوية المنازعات الاستشارية | 9 مايو 1973          | 9 أغسطس 1992               |
|             | يونسكو                                    | 26 نوفمبر 1956       | 12 مايو 1954               |

## وصلات خارجية
- موقع وزارة الخارجية السودانية
- موقع وزارة الخارجية البيلاروسية